# Buna-Werke
Buna-Werke GmbH (abreviere de la Butadien-Natrium) a fost o companie producătoare de cauciuc sintetic din Germania Nazistă aparținând de I. G. Farbenindustrie⁠(en)[traduceți], prima de acest fel din țară, cu combinate în Leverkusen, Schkopau, Auschwitz, Hüls (Marl) și Ludwigshafen. 
După al Doilea Război Mondial combinatele au continuat producția sub numele:
- Bayer Leverkusen în cadrul Republicii Federale Germane (RFG);
- VEB Chemische Werke Buna (Schkopau) în cadrul Republicii Democrate Germane (RDG);
- Fabryka Paliw Syntetycznych Dwory (Auschwitz, redenumit Oświęcim), revenit Republicii Populare Polone;
- Bunawerke Hüls GmbH (Marl) în cadrul RFG;
- BASF Ludwigshafen în cadrul RFG.

După 1990 uzina est-germană a fost cumpărată de Dow Chemical (SUA) iar cea poloneză a rămas întreprindere de stat și redenumită Chemiczna Dwory, iar ulterior Synthos.
Unul dintre produsele companiei, Buna S, brevetat în 1933 și utilizabil în anvelope, a ajuns din punct de vedere economic cel mai important cauciuc sintetic din lume în urma exportului licenței și tehnologiei de producției către companiile americane precum Goodyear, B. F. Goodrich⁠(en)[traduceți], U. S. Rubber⁠(en)[traduceți] și Firestone⁠(en)[traduceți] cu puțin înainte de izbucnirea celui de-al Doilea Război Mondial.

## Istoric

### Context
În cadrul unei conferințe a conducerii companiei de vopseluri Bayer (fosta Friedrich Bayer & Company) din 18 octombrie 1906 s-a propus oferirea unei recompense de 20 000 de mărci chimistului care va găsi un proces de sinteză a cauciucului sintetic sau un înlocuitor, cu termenul limită înainte de noiembrie 1909. Fritz Hofmann⁠(en)[traduceți] a câștigat premiul, după ce a reușit polimerizarea izoprenului obținut din hidrocarburi în laboratorul companiei Bayer din Elberfeld. Invenția a fost brevetată cu nr. 250690 de Oficiul de brevete al Imperiului German pentru „procesul de producere a cauciucului sintetic”, alături de patentarea utilizării sodiului drept catalizator în polimerizarea izoprenului, în 1910. Poliizoprenul rezultat, deși din punct de vedere chimic similar cu cauciucul natural, nu avea proprietăți mecanice satisfăcătoare. În plus, izoprenul era greu de sintetizat.
Pe fondul lipsei acute de cauciuc natural în timpul Primului Război Mondial, la uzina I. G. Farbenindustrie⁠(en)[traduceți] din Leverkusen Fritz Hofmann a realizat în aceeași perioadă fabricarea metil-cauciucului prin polimerizarea diizopropenolului (2,3-dimetil-1,3-butadienă), prin intermediul chimiștilor din cadrul Bayer și în măsură semnificativă pe baza cercetărilor lui I. L. Kondakov⁠(en)[traduceți]. Chimiștii au crezut că metilizoprenul sau dimetilbutadiena, care putea fi obținută cu ușurință din acetonă, putea rezulta într-un cauciuc potrivit. Cantitatea rezultată a fost de circa 2 500 tone. Împăratul Wilhelm al II-lea al Germaniei a susținut în mod demonstrativ cauciucul metilic, când în 1912 și-a echipat limuzina de stat cu anvelope din cauciuc de acest tip. Pe lângă prețul costisitor, calitatea acestuia a fost inferioară, compania de anvelope Continental din Hanovra refuzând să-l prelucreze în continuare. Materialul se putea prelucra satisfăcător numai în ebonită și s-a renunțat la acesta după război.
Germania (prin I. G. Farbenindustrie) și Rusia sovietică au devenit interesate din 1925 în noi tipuri de cauciuc sintetic, în timp ce Franța a rămas indiferentă față de problemă, crezând că se poate baza pe plantațiile proprii de Hevea din Indochina. Germania și Rusia sovietică au ajuns la concluzia că argumentele strategice depășesc costurile de producție pentru cauciuc. În anul 1926, un număr mare de cercetători din Germania au reluat studiile, punând accentul pe sinteza cauciucului din butadienă în loc de dimetil-butadienă ca monomer. Cercetările s-au intensificat în 1933, iar în 1934 s-a anunțat producția Buna (abreviere de la Butadien-Natrium) de la I. G. Farbenindustrie și S.K.A. și S.K.B. ale URSS. Cel mai probabil chimiștii ruși I. L. Kondakov și Serghei Lebedeev⁠(en)[traduceți], care au creat cele două tipuri de cauciucuri, s-au inspirat în mare parte din brevetele I. G. Farbenindustrie, întrucât proprietatea industrială nu era protejată în URSS.
Butadiena era obținută din cocs și calcar în etape: cocs și calcar – carbură de calciu – acetilenă – acetaldehidă – aldol – butilenglicol – butadienă. Mai putea fi obținută și din acetilenă prin conversie în vinilacetilenă și hidrogenare în butadienă.
Denumirea Buna a fost folosită pentru produs, procesul de producție și companie (VEB Chemische Werke Buna), tehnologia fiind dezvoltată de I. G. Farbenindustrie din Leverkusen la sfârșitul anilor 1920. Procedeul constă în polimerizarea butadienei în prezența catalizatorului de sodiu metalic. Denumirile copolimerilor erau: Buna S pentru cauciucul butadien-stirenic și Buna N pentru cel butadien-acrilonitrilic, produsul fiind prezentat prima dată publicului la Salonul Auto de la Berlin din 1936.

### Producție
Printre primele tipuri de cauciuc germane au fost „Zahlenbuna” (numere) Buna 85 și Buna 115, fiind polimeri ai butadienei cu potasiu și sodiu produse între 1925 și 1930. Numerele reprezentau vâscozitățile și masele moleculare ale acestora (85 000 și 115 000), unde primul era produs în flux continuu cu catalizator de potasiu. 85 era caracterizat de duritate, rezistență chimică și stabilitate termică mai mare, cel mai bine utilizat ca izolator electric.
Buna 32 a fost un polimer foarte moale și folosit pentru înmuierea tipurilor Buna 115 sau Buna S. 32 a fost obținut prin adăugarea în butadienă a clorurii de vinil în proporție de 0,8 % și 1,5 % nisip de sodiu uscat, fiind pus în autoclavă și polimerizat la 80° C. Produsul era stabilizat prin adăugarea de fenil-β-naftilamină sau aldol-α-naftilamină și rezulta într-un polimer vâscos, asemănător cu mierea, cu o greutate moleculară de 30 000 și utilizabil doar pentru înmuierea altor cauciucuri Buna sau producția lacurilor Perivinane. La Buna S provoca aderența. Buna 115 era caracterizat de rezistență termică mai mare, alături de Buna 85.
Până în ultima parte a anului 1936 uzina pilot Bayer a I. G. Farbenindustrie din Leverkusen avea o capacitate de 80 de tone pe lună. Continental Gummifabrike a produs 200 de anvelope pe zi și 25 % din confecțiile totale ale fabricii pe baza producției uzinei Bayer.
I. G. Farbenindustrie a oprit producția cauciucului sintetic Buna în anii 1931–1932 din cauza cauciucului natural al cărui prețuri au scăzut foarte mult pe piața mondială. Pe de altă parte, producătorii de anvelope nu au fost mulțumiți de performanțele celui sintetic. Ministrul economiei, Hjalmar Schacht, s-a pronunțat în favoarea importurilor de cauciuc natural în condițiile avantajului de preț față de cel sintetic, împotrivindu-se retragerii Germaniei din comerțul exterior. În schimb, Adolf Hitler a considerat că autosuficiența națională ar trebui să domine considerentele economice, iar acest punct de vedere a prevalat în guvern.

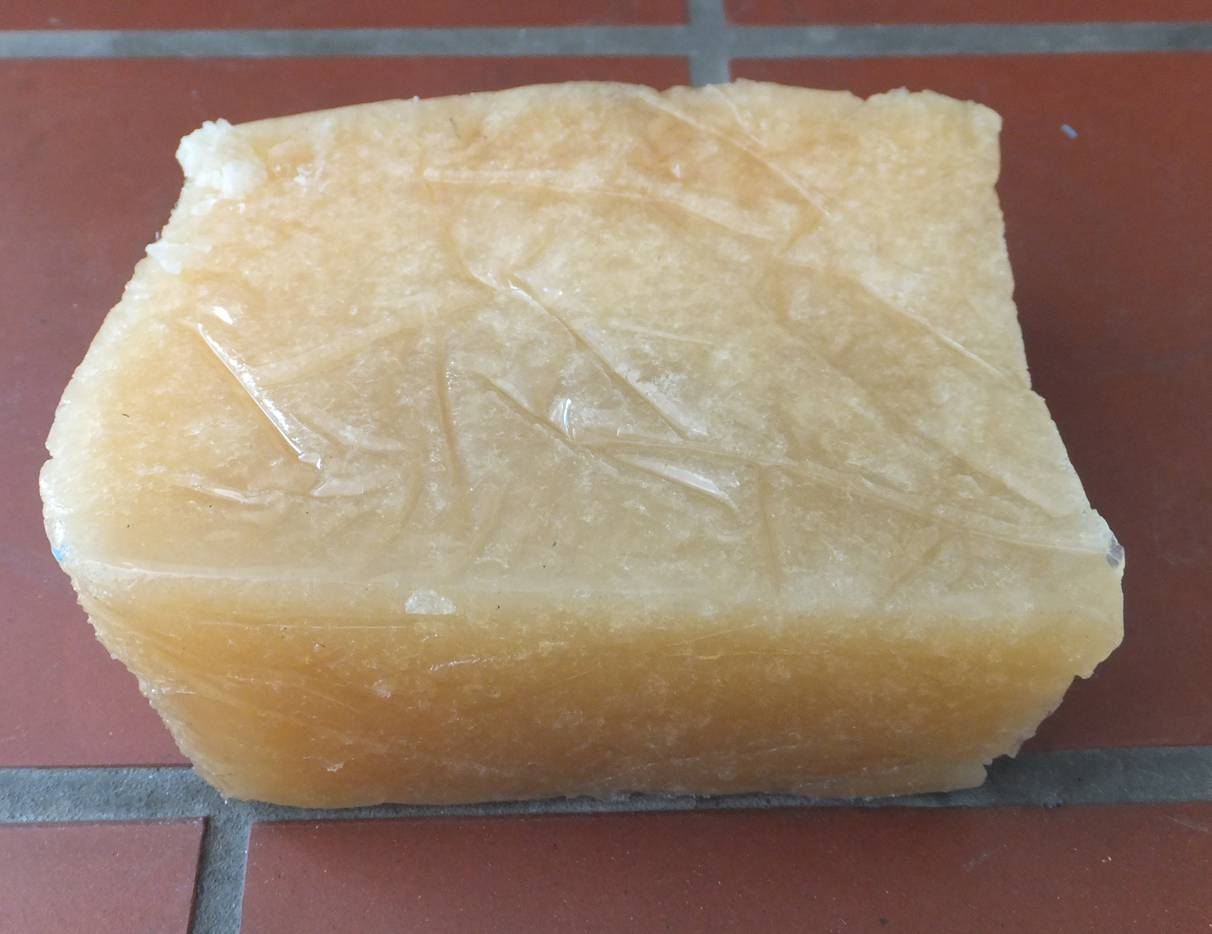
Mostră de cauciuc Perbunan

În anii 1930 s-au dezvoltat copolimerii butadienei cu stiren (cu denumirea Buna S dată de chimiștii Eduard Tschunkur și Walter Bock, care l-au brevetat în 1933 sau GR-S (în timpul războiului în SUA și ulterior, produs asemănător cu cel german)), care avea o rezistență mai mare la uzură, și cu acrilonitril (Buna N, GR-A (produs în SUA în timpul războiului) sau Perbunan), mai rezistent la uleiuri, solvenți, grăsimi, căldură și intemperii. Buna S, polimerizat în emulsie la aproximativ 50° C, avea 75 de părți de butadienă și 25 de părți de stiren. Materia primă consta în calcar și cărbune și era prelucrată în mai multe etape, până la obținerea unui material alb și sfărâmicios. Prin modificarea procedeului de producție se puteau obține alte varietăți de cauciuc, iar pe lângă se puteau adăuga coloranți precum negru de fum sau alb de zinc și sulf pentru vulcanizarea la cald. Pentru un cauciuc moale se adăuga un conținut scăzut de sulf iar unul dur un conținut mai mare. Buna S era caracterizat prin elasticitate crescută, mai rezistent la căldură și îmbătrânire decât cauciucul natural, rezistență mai mare la abraziune și un bun izolator electric. Era utilizat în anvelope, garnituri și furtunuri pentru abur și apă caldă până la aproximativ 110° C, benzi transportoare, în special în minerit și mantale izolante și de protecție pentru cabluri.
În 1937 au fost anunțate planurile pentru prima unitate de producție cu adevărat la scară largă la Schkopau, care urma să producă 25.000 de tone pe an. Finanțarea a fost asigurată prin impunerea unei taxe de import drastice asupra cauciucului brut, calculată să aducă echivalentul a 25 de milioane de lire sterline pentru finanțarea oricărui plan privind producția de cauciuc sintetic.
În anii 1940 Buna S a fost cauciucul sintetic cel mai utilizat în Germania pentru anvelope, în benzile de rulare, fiind mai puțin costisitor de produs. Carcasele de anvelope erau realizate din cauciucul rezistent la umflare Perbunan, putând fi lipite direct, operațiune imposibilă între Perbunan și cauciucul natural. Cu posibila excepție a Neoprenului, lipsa adezivității a cauciucurilor sintetice a fost una dintre cele mai mari dezavantaje în ceea ce privește industria anvelopelor și altele similare. Buna S avea adezivitate mai bună decât Perbunan, dar nu mai bună ca cea a cauciucului natural. Perbunan, pe lângă rezistența la umflare, avea și caracteristicile de rezistență la căldură de până la aproximativ 130° C, la ulei, grăsimi și benzină, o elasticitate crescută și permeabilitate la gaz cu o pătrime și o șesime față de cauciucului natural. În schimb era un semiconductor. Era utilizabil în garnituri, simeringuri, suspensii, antifonare (în special autovehicule și aeronave), cuplaje elastice, membrane, curele trapezoidale rezistente la ulei, furtunuri rezistente la ulei și benzină, mantale pentru cabluri electrice, role de presiune și costume de protecție.
Buna N, polimerizat în emulsie, avea 75 de părți de butadienă și 25 de părți de acrilonitril (sau raportul de 74 pe 26), cu 0,2 % acid gras din parafină, 0,33 % diproxid și conversie la 75 %. Creșterea proporției de acrilonitril ducea la creșterea viscozității. Era caracterizat ca fiind rezistent la uleiuri și potrivit pentru întrebuințări uzuale.

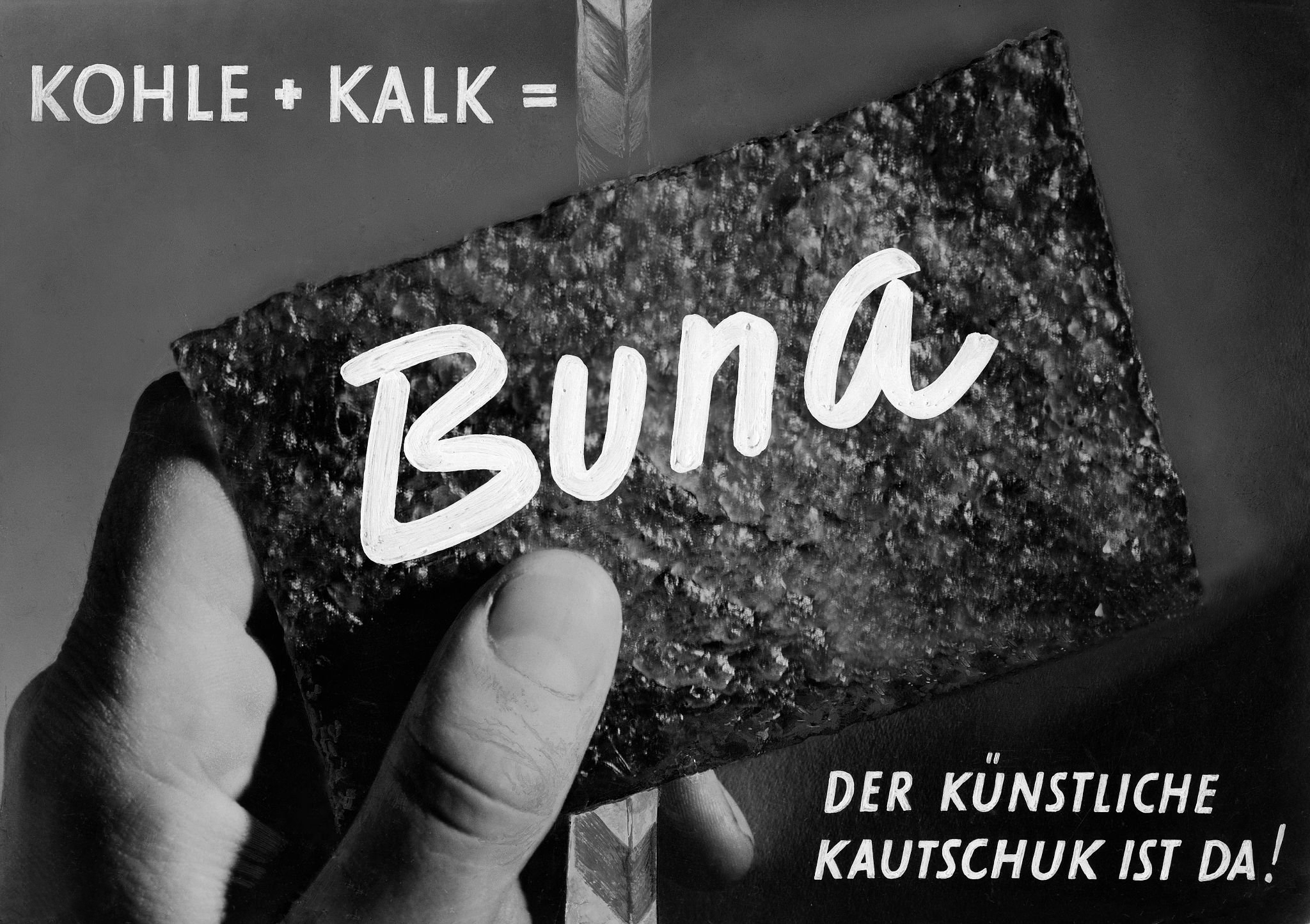
Reclamă din 1936: „Cărbune + calcar = Buna; cauciucul artificial este aici!”

Alte tipuri de cauciucuri produse au fost:
- Buna S-1 butadien-stirenic cu raportul de amestec 70 pe 30 cu 2 % acid linoleic și conversie la aproximativ 60 %.[17]
- Buna S-2[17]
- Buna S-3 butadien-stirenic cu raportul de amestec 68 pe 38 cu 0,5 % acid gras din parafină, 0,1 % diproxid și conversie la aproximativ 58 %.[17] A fost creat mai târziu, în timpul războiului, pentru anvelopele de automobile,[11] însă nu era utilizat și pentru benzile de rulare, fiind prea lipicios.[17] În faza de producție era caracterizat de duritate, ce trebuia eliminată prin înmuiere constând în încălzire într-un cuptor timp de câteva ore la temperatura de 145° C.[11] Față de S-1 și S-2 era mai moale, făcându-l mai ușor de amestecat, cu cerințe mai mici de energie și cu aderență și adeziune mai bune. În urma vulcanizării prezenta aceleași caracteristici fizice cu S-1 și S-2.[17]
- Buna SS butadien-stirenic cu raportul de amestec de 46 pe 54 cu 3 % acid linoleic și conversie la 55 %. Era caracterizat de o prelucrabilitate mai bună în tuburi și cabluri decât S și rezistență la rupere mai mare în anvelope. Alungirea și rezistența la frig erau inferioare datorită conținutului ridicat de stiren.[17] Este mai rezistent la uzură decât Buna S, fiind potrivit pentru anvelope.[3] Era superior lui Buna S și prin proprietățile de izolator electric.[15]
- Buna SSGF butadien-stirenic cu raportul de amestec de 50 pe 50 cu 0,09 % diproxid și fără acizi grași, cu conversia la 60 %. Produsul era spălat temeinic pentru utilizare în special în industria alimentară, unde era nevoie de un material fără gust și miros.[12]
- Buna SW butadien-stirenic cu raportul de amestec de 90 pe 10 cu 0,33 % diproxid și conversie la 60 %; nu necesita tratament termic. Datorită conținutului ridicat de butadienă avea o rezistență mai bună la frig decât Buna S. Un raport al unui laborator I. G. Farbenindustrie din Leverkusen a indicat că există acid gras din parafină în proporție de 0,5 %, fiind în contradicție cu rețeta de producție a lui Hermann Holzrichter⁠(de)[traduceți].[12]
- Buna R, numele utilizat pentru Buna S cu conversie totală până la 96 %, cu reacția de polimerizare ținută până la pragul de 50 % sub 80° C.[12]
- Buna SR din amestec 50 pe 50, după greutate, de Buna S și Buna R, cu o prelucrabilitate mai bună în materie de amestec, măcinare și formarea în tub decât Buna S-3, cu rezistență la frig mulțumitoare, intermediar între SS și S.[12]
- Buna NN butadien-acrilonitrilic cu raportul de amestec de 65 pe 35 și adăugare de Mesapon N (în loc de Nekal BK) și 0,39 % diproxid, cu conversie la 70 %.[12]
- Buna M butadien-metilacrilic experimental cu deformare plastică bună și rezistență la îmbătrânire.[12]
- Buna K butadien-vinilmetil-cetonic experimental rezistent la ulei, dar nu mai bun decât cele acrilice.[12]
- I-Gummi, poliester cu șir lung de molecule de acid adipic și diizocianat rezistent la uleiuri aflat în stadiu de dezvoltare, nepromițător pentru utilizarea în cabluri electrice.[18]

În comparație, cauciucurile naturale și cauciucurile sintetice Buna 85, Buna S, Buna SS și Neopren erau rezistente la acid clorhidric, hidrogen sulfurat diluat, acid hidrofluoric, acid azotic și clor, în timp ce variantele Perbunan și Perbunan extra nu.
Primul combinat a fost construit în Schkopau. După aceasta s-au mai inaugurat trei uzine în țară, astfel în timpul celui de-al Doilea Război Mondial existau patru uzine de cauciuc sintetic cu o producție de 120 000 tone/an. Potrivit unei alte surse, producția pe țară în 1943 a fost de 118 000 tone, dată de combinatele din Schkopau, Ludwigshafen și Hüls, sau 118 600 ca producție maximă cumulată în Al Doilea Război Mondial a trei combinate (Hüls, Leverkusen și Ludwigshafen). Până în 1939, URSS a avut o producție de 80 000 de tone/an, devenind cel mai mare producător mondial de cauciuc sintetic, iar I. G. Farbenindustrie, subvenționat de regimul nazist, a preluat recordul ulterior.
Coordonatorul programului de producție a cauciucului sintetic în Germania din cadrul I. G. Farbenindustrie, Otto Ambros⁠(en)[traduceți], a transmis oficialului Carl Krauch⁠(en)[traduceți] în 1941 că are o listă a potențialilor directori pentru preluarea combinatelor de cauciuc sintetic din teritoriile cucerite din URSS, printre care se aflau și chimiști ai Buna-Werke pentru combinatele din Sumqayıt și Kazan. Combinatele vizate în total erau: SK 1 Iaroslavl, SK 2 Voronej, SK 3 Iefrimov, SK 4 Sovpren Erevan, SK 5 Sumqayıt, SK 6 Kazan.
Rezultatul științific și tehnic a fost prezentat public ca o victorie politică, patriotică și o îndeplinire a unei datorii, pentru a demonstra locul unde se afla noua Germanie și unde avea să ajungă. Astfel obiectivul național nu a fost privit ca o manifestare a orgolilor, ci o contribuție tipic germană, ajutată de știință și tehnologie, pentru pacea mondială, reconcilierea dintre popoare și eliberarea celor oprimați, subliniindu-se caracterul „mai curat” al noii metode de producție prin a nu mai permite exploatarea unor colonii precum Congo Belgian și Putumayo (Columbia) cu cauciucul natural precum celelalte țări. În literatura populară, lipsa de experiență colonială a Germaniei a fost transformată într-un avantaj, cauciucul sintetic fiind prezentat ca un lucru exemplar, de superioritate morală și intelectuală, iar cauciucul natural denumit „cauciuc roșu” (în germană Blutgummi).
În prezent, datorită utilizării în anvelope, Buna S este cel mai important cauciuc sintetic din lume.

#### Colaborarea SUA-Germania
Cauciucurile de tip Buna au fost fabricate în Statele Unite ale Americii prin vânzarea de licențe sau importate înainte de al Doilea Război Mondial. Buna N a fost produs sub următoarele nume: Hycar OR (B. F. Goodrich⁠(en)[traduceți]), Chemigum N (Goodyear), Butaprene N (Firestone⁠(en)[traduceți]) și Paracril (fostul Perbunan, de U. S. Rubber⁠(en)[traduceți]). Însă proprietățile termoplastice, în special la Buna S, nu erau asemănătoare cu cele ale cauciucului natural și nu era utilizabil în producția de anvelope.
În 1927, Standard Oil din New Jersey a pornit o colaborare cu I. G. Farbenindustrie pentru producția de benzină sintetică, proiect abandonat după descoperirea unor câmpuri petrolifere în Texas în 1928, însă colaborarea s-a reorientat spre producția de butadienă prin cracarea petrolului și posibila producție de cauciuc sintetic. Chimiștii din cadrul I. G. Farbenindustrie au obținut în 1929 un homopolimer de izobutilenă, iar William J. Sparks și Robert M. Thomas au produs în 1937 un elastomer pe bază de poliizobutilenă folosind butadienă sau izopren ca comonomer. Astfel, acesta a fost punctul de plecare pentru producția cauciucului butil al Standard Oil, întrebuințat pentru camere de aer, în fabrica din Baton Rouge înființată în 1941. Însă nu era utilizabil în anvelope, fiind în aceeași situație cu Buna S. Cu câteva luni înainte de atacul de la Pearl Harbor, guvernul SUA a fost îngrijorat de aprovizionarea cu cauciuc natural din Asia de Sud-Est, astfel câțiva lideri ai unor companii industriale au înființat un proiect comun de producție sub sponsorizarea Rubber Reserve Company, program de stat înființat de președintele Franklin D. Roosevelt pentru conservarea stocurilor în iunie 1940. Până atunci în SUA se produceau cauciucurile Neopren și Thiokol, nepotrivite pentru fabricarea anvelopelor.
Programul a fost impulsionat de intrarea SUA în război, unde War Production Board din Washington, D.C. a cerut o producție de cauciuc sintetic de 850 000 tone/an. A fost selectat elastomerul butadien-stirenic, numit GRS (din engleză Government Rubber-Styrene) iar în decembrie 1941 guvernul a semnat un acord de punere în comun a know-how-ului tehnologic între Standard Oil Company, Dow Chemical și cei patru producători principali de anvelope din țară: Goodyear, B. F. Goodrich⁠(en)[traduceți], U. S. Rubber⁠(en)[traduceți] și Firestone⁠(en)[traduceți]. Programul a însumat 24 de uzine și 20 000 de muncitori și costul de peste 500 de milioane de dolari în echipamente și utilaje. În materie de proceduri de fabricație, s-a ales stirenul produs din etilenă derivată din gazul natural sau de rafinărie și din benzenul rezultat din cuptoarele de cocs. În cazul butadienei, spre deosebire de procedeul german de extragere din acetilenă, s-a ales producerea din alcool etilic și butilenă din cracare catalitică. Tehnologia de bază a fost cea a I. G. Farbenindustrie pentru Buna S și îmbunătățită de Goodyear prin introducerea fluxului continuu. Compania Hercules Inc.⁠(en)[traduceți] a introdus săpunul de colofoniu (Dresinate) pentru polimerizarea în emulsie la temperatură joasă, în final cauciucul SBR fiind produs rapid, economic și mai calitativ decât Buna S, începând de la 8000 de tone în 1941 și ajungând la 800 000 de tone la sfârșitul războiului.

### După Al Doilea Război Mondial
Cea mai mare parte a instalațiilor de producție a fost distrusă în război sau dezmembrată pentru reparații. După război, producția de cauciuc sintetic a fost interzisă în Republica Federală Germania (RFG), unde deși interdicția a fost ridicată în 1951 de către Comisia Aliată de Control, producția a fost limitată la maximum 6000 de tone de cauciuc Buna pe an: 4800 de tone de tone la Hüls și 1200 de tone de către Bayer (Leverkusen). După 1955, ca rezultat al obținerii suveranității Germaniei de Vest și implicit al eliminării controalelor, a urmat o expansiune rapidă a producției. Producția în același an a urcat la peste 11 000 de tone (8000 de tone la Hüls și 3000 de către Bayer), fără nicio extindere a capacității a unei companii.
Pe lângă micșorarea producției, în această perioadă s-a lucrat în RFG la deschiderea unui nou combinat cu o capacitate de 45 000 tone/an cu materia primă n-butanul și nu acetilena din carbură de calciu sau cracare electrică a hidrocarburilor gazoase, metode considerate mai puțin avantajoase.

Sigla comercială a VEB Chemische Werke Buna (între 1954 și 1990)

Până în 1968 existau aproximativ opt companii cu o capacitate de peste 500 000 de tone de cauciuc sintetic și care aveau în vedere să o crească la peste 700 000 de tone. Însă, producția reală de cauciuc a fost de 243 613 tone în 1968, iar exporturile în 1969 s-au ridicat la 35 240 de tone și importurile la 23 877 de tone.
Au existat importuri nete de 30 016 de tone de cauciuc butadien-stirenic în special din Franța, Statele Unite ale Americii, Țările de Jos, Canada și Italia și importuri de 11 180 de tone de cauciuc butilic, în special din Statele Unite ale Americii, Regatul Unit, Franța și Belgia-Luxemburg. Pentru alte varietăți de cauciuc sintetic, în 1968 s-au înregistrat exporturi nete de aproape 700 de tone. În perioada anilor 1960 industria era dominată de urmașii  I. G. Farbenindustrie⁠(en)[traduceți]: Bayer, BASF și Hoechst, care dețineau aproape toată capacitatea de cauciuc sintetic și, probabil, cea mai mare parte a capacității de latex.
După al Doilea Război Mondial producția de cauciuc sintetic din Republica Democrată Germană (RDG) a continuat să se realizeze în combinatul Buna-Werke din Schkopau.

## Unități de producție

#### În Leverkusen
Uzina din Leverkusen activa în cadrul Bayer și a ieșit în evidență a deține echilibrul dintre capacitate și producție.

#### În Schkopau
În condițiile date de poziția favorabilă a guvernului, Carl Bosch a înființat în 1936 (sau 1938) o unitate mare Buna-Werke de 500 tone/lună de producție a cauciucului în Schkopau, aproape de Leuna, unde exista o fabrică de combustibili sintetici. Combinatul a ieșit în evidență a fi primul combinat de producție a cauciucului sintetic din Germania. Cel mai apropiat asistent al lui Bosch, Carl Krauch, s-a apropiat de personalul din jurul lui Hermann Göring în același an și a fost pus responsabil pentru materii prime și comerțul exterior. În acest fel, I. G. Farbenindustrie s-a implicat direct în planul pe patru ani care urma să pregătească Germania de război.
Capacitatea combinatului în 1943 a fost de 70 000 de tone/an.

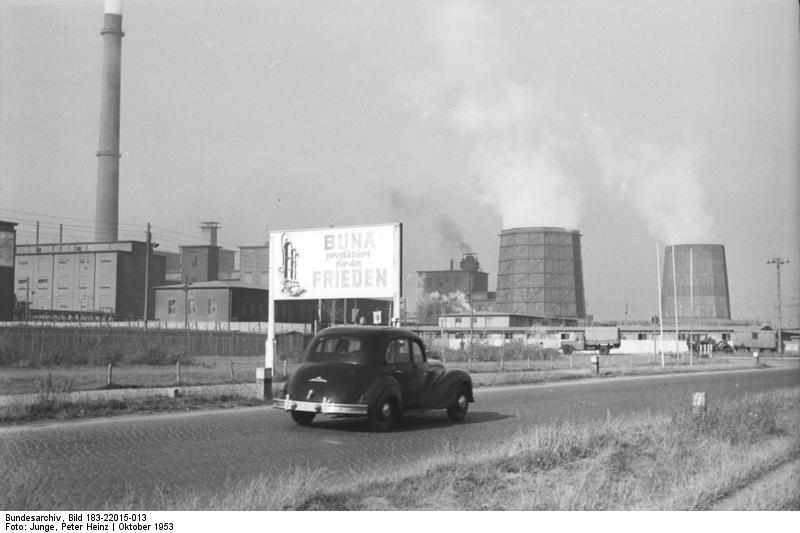
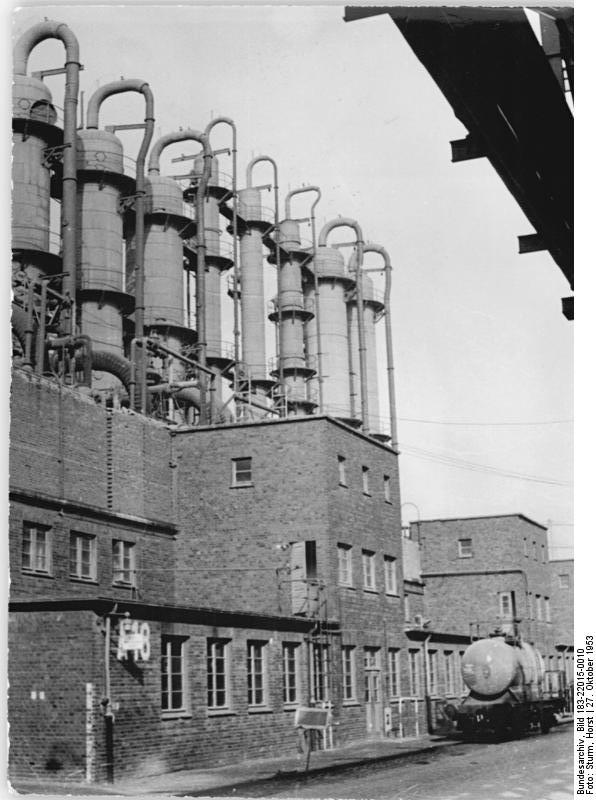
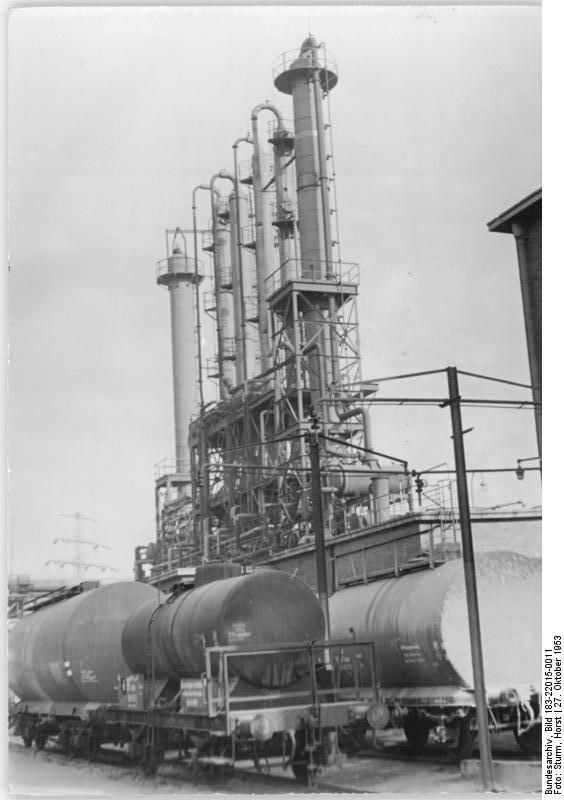
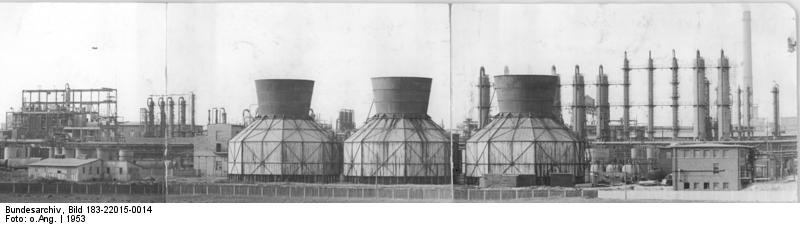

#### În Ludwigshafen
În Ludwigshafen a fost construit combinatul de cauciuc sintetic în cadrul BASF, cu o capacitate planificată de 30 000 de tone. Însă, din cauza bombardamentelor capacitatea nu a putut fi atinsă în timpul războiului.

#### În Auschwitz
Compania I. G. Farbenindustrie⁠(en)[traduceți] din Frankfurt pe Main a cerut înființarea combinatului Buna IV în lagărul de concentrare de la Auschwitz sub supravegherea Schutzstaffel (SS), profitând de situația în care se aflau prizonierii. Comandantul SS Heinrich Himmler a considerat decizia binevenită, iar în primăvara anului 1941 a ordonat autorităților din Auschwitz să aloce 10 000 de prizonieri pentru a construi un combinat de cauciuc sintetic și combustibili pentru Buna-Werke în Dwory, din cadrul concernului I. G. Farbenindustrie. Pentru amplasarea acestuia au fost luate în considerare accesul la calea ferată, apă și materii prime precum cărbune, calcar și sare iar forța de muncă din lagărul de concentrare Auschwitz din apropiere. De asemenea, zona se afla dincolo de raza de acțiune a bombardamentelor aliaților.
În cadrul construcției, câteva sute de prizonieri erau transportați pe șantier cu camioanele, iar din mai 1941 drumul de 6 km era parcurs pe jos de la lagărul principal Auschwitz I. Ulterior aceștia au fost transportați cu trenul. Pe șantier erau folosiți la prestarea muncilor grele: nivelarea pământului, săparea de șanțuri, montarea de cabluri și construirea drumurilor. Lucrările au fost oprite în vara anului 1942 din cauza izbucnirii unei epidemii de tifos. Pentru prevenirea unui eveniment asemănător pe viitor, germanii au decis înființarea unui sub-lagăr la Monowice (în germană Monowitz). Primii prizonieri, informați despre transferul într-un lagăr numit „Buna” din Auschwitz, au fost plasați în Monowitz la sfârșitul lunii octombrie 1942, fiind aduși din lagărele de concentrare Buchenwald și Dachau. Potrivit autorului Piotr Setkiewicz, primul lot de 500 prizonieri din 26 octombrie 1942 era compus din evrei aduși din ultimele transporturi din teritoriul celui de-al Treilea Reich, germani plasați în conducerea restului de prizonieri și prizonieri de diferite naționalități, inclusiv polonezi. Restul au fost transferați succesiv în 30 și 31 octombrie, în următoarea lună numărul de prizonieri fiind de 2000 iar în decembrie 1942 3500. După o jumătate de an numărul a ajuns la peste 6000, iar în a doua jumătate a anului 1944 fiind peste 11 000, majoritatea evrei. Printre aceștia s-au aflat Elie Wiesel și Primo Levi. Ca prizonieri de război au existat din rândul britanicilor capturați din Africa de Nord.
Chimiștii responsabili de la fața locului și de la sediul I. G. Farbenindustrie din Frankfurt au ajuns la concluzia că deținuții epuizați din lagăr nu erau foarte productivi, propunând înlocuirea mai rapidă a acestora cu alții noi.
Mai mult de un an sub-lagărul s-a aflat sub conducerea celui de la Auschwitz, iar ulterior l-a avut pe director separat pe Vinzenz Schöttl⁠(en)[traduceți], cu rangul de Obersturmfuehrer. După reorganizarea lagărului în noiembrie 1943 și crearea unei unități organizatorice separate, Auschwitz III a fost redenumit în Monowitz, parte a sub-lagărului Auschwitz III unde comandant a fost Heinrich Schwarz⁠(en)[traduceți], cu rang de Hauptsturmfuehrer.
În octombrie 1942 a fost pornit combinatul de cauciuc sintetic din Monowitz, din cadrul sub-lagărului Auschwitz III-Monowitz. Cu toate acestea nu a avut o producție de cauciuc sintetic în timpul războiului. După război a fost pus în funcțiune de Polonia într-un alt amplasament.
În cadrul acestui combinat au murit peste 10 000 de oameni ca urmare a condițiilor de trai, unde cei care nu făceau față muncii erau uciși, atât prin împușcare pe șantier sau spânzurări în lagăr cât și prin injecții intracardiace cu fenol la Auschwitz sau în camere de gazare de la Birkenau. Speranța de viață a deținuților a fost în medie de trei luni sau câteva săptămâni.
A existat până în 1945, în ianuarie fiind evacuat lagărul Monowitz de către germani, iar armata sovietică ajungând la fața locului în 27 ianuarie.

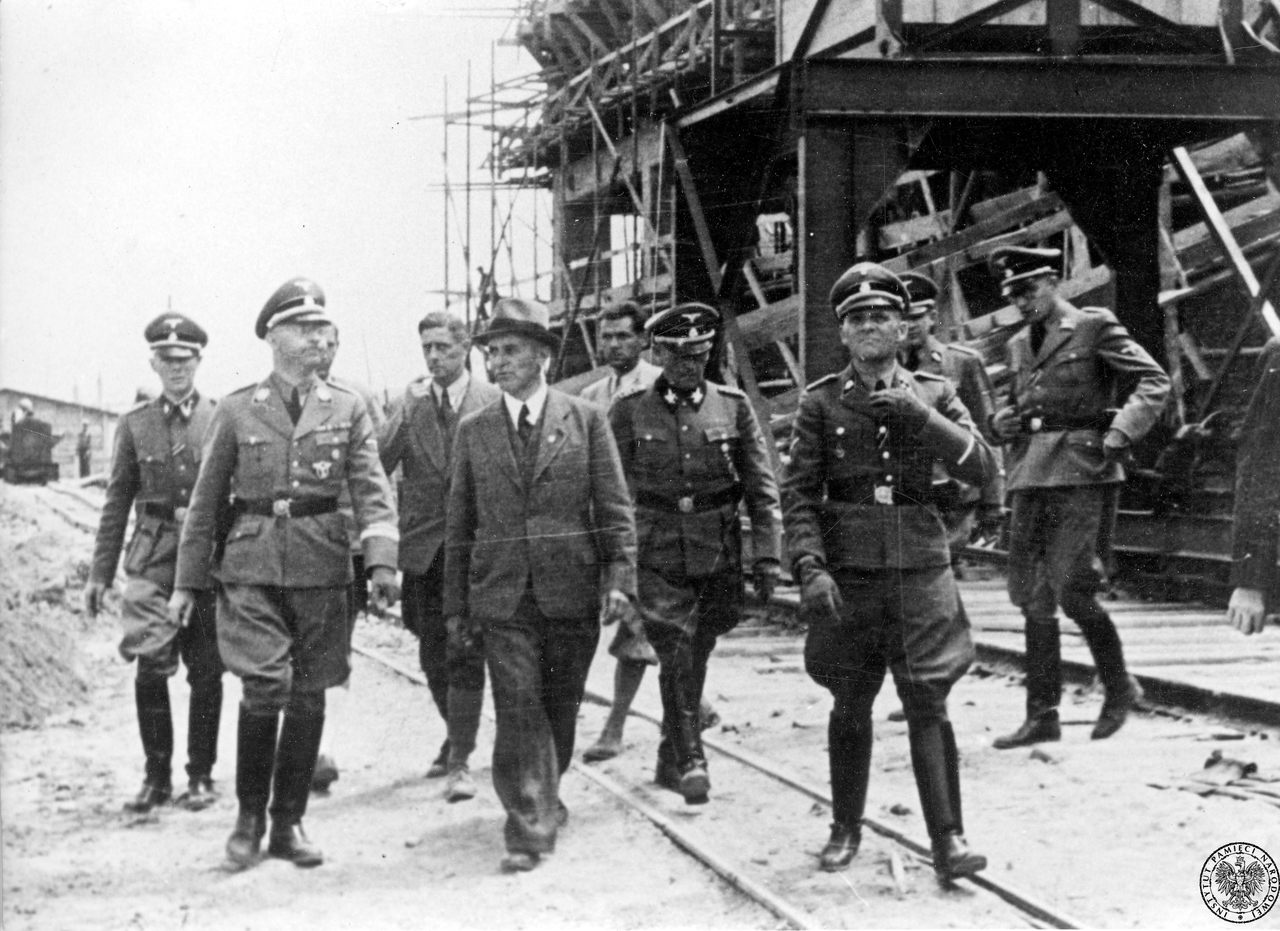
Heinrich Himmler în vizită de lucru (iulie 1942)
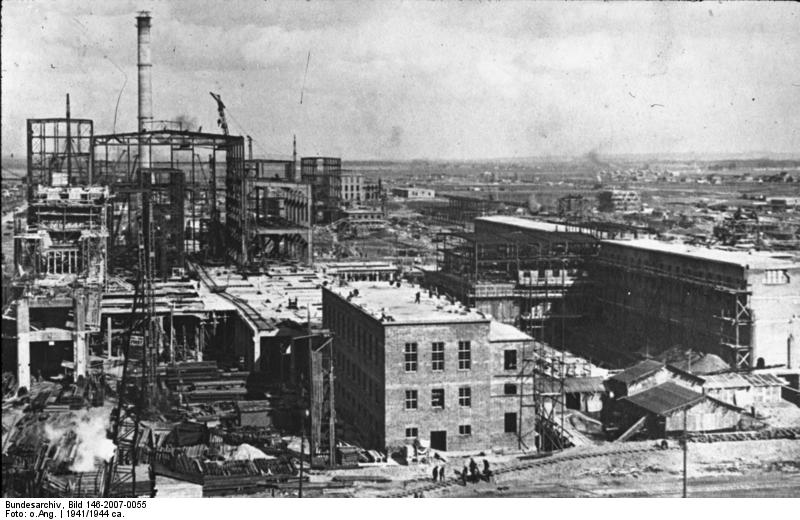
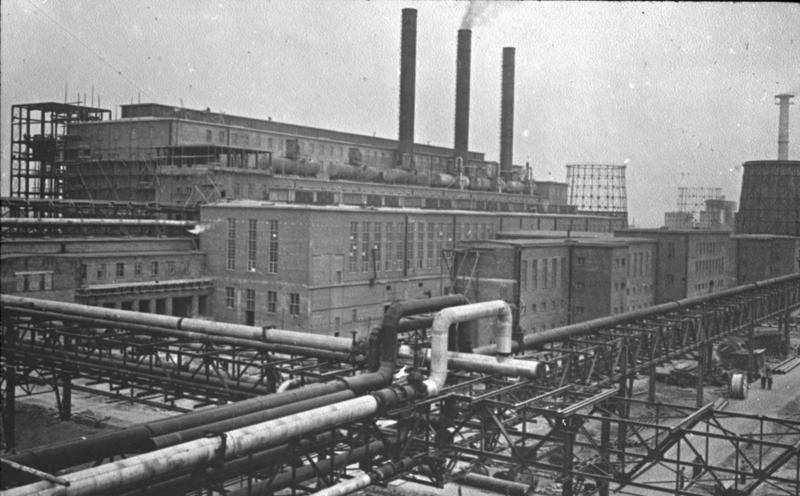
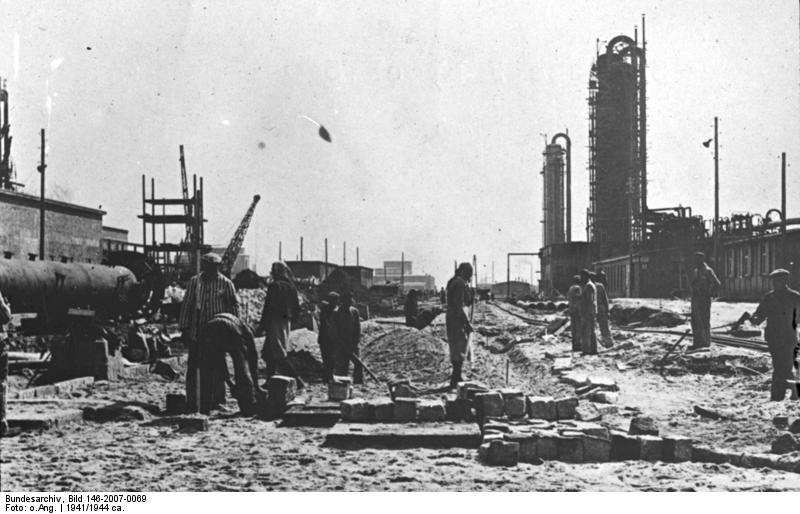
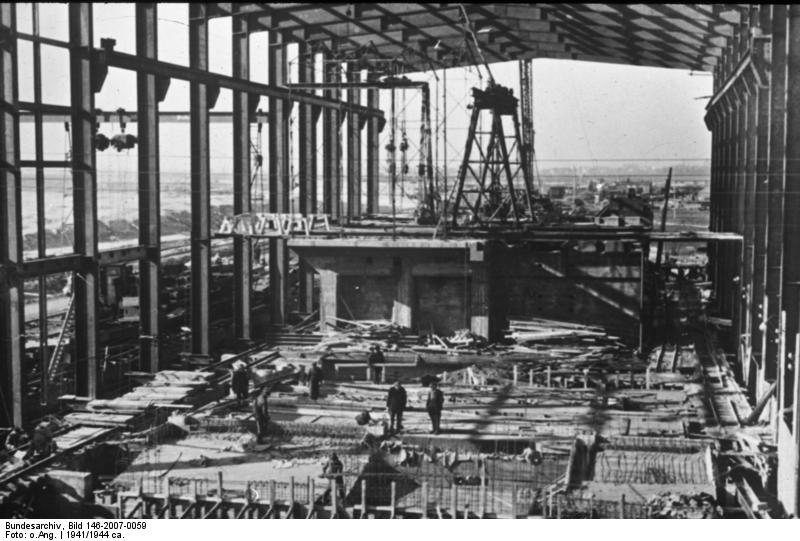
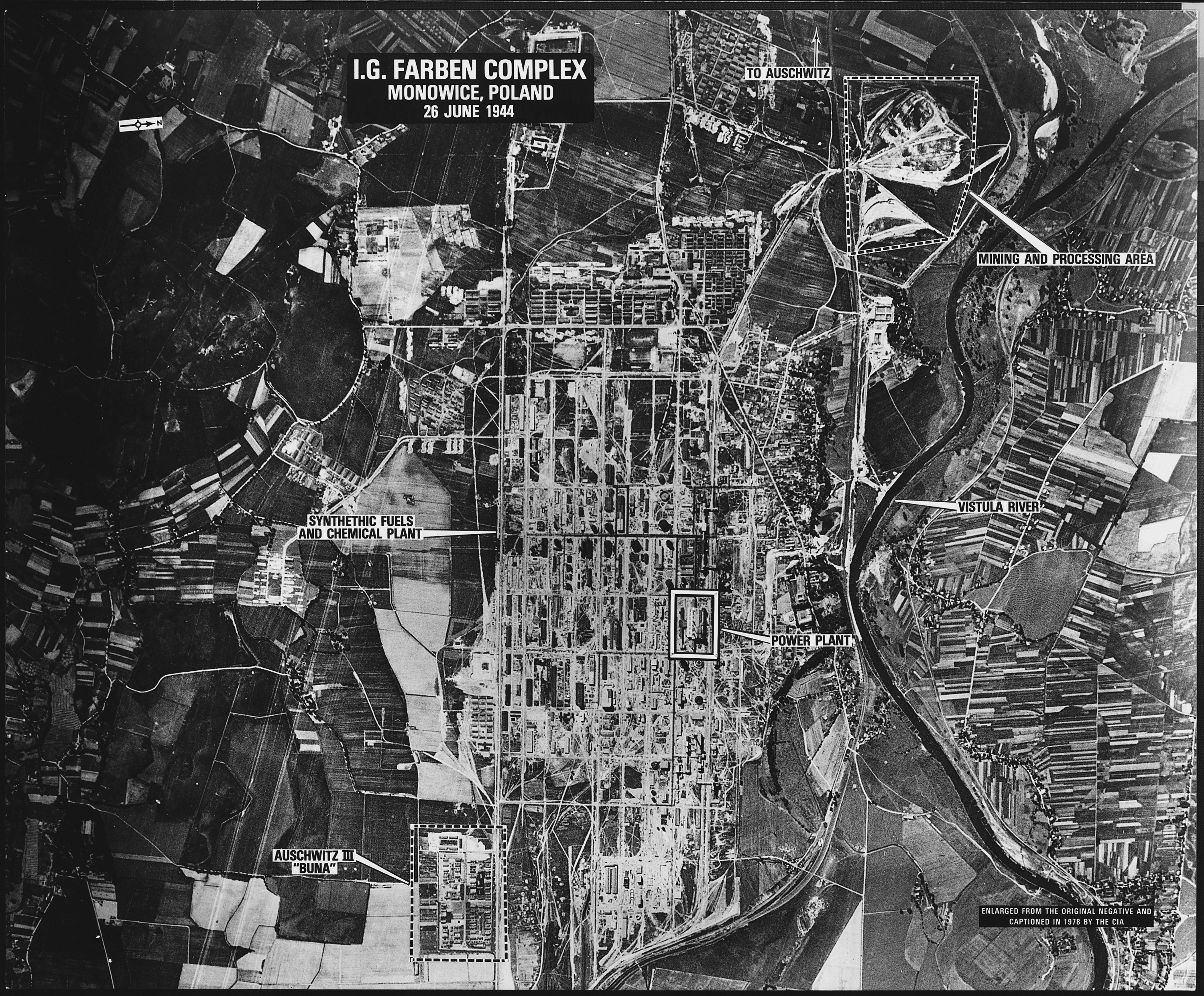

#### În Hüls
Buna-Werke Hüls⁠(en)[traduceți] a fost o societate mixtă înființată în 1938 între I. G. Farbenindustrie (deținută în proporție de 76 %) și Hibernia (24 %) pentru a produce cauciuc sintetic Buna din gaze de cocs și naturale din regiune. Inițial, a produs acetilenă prin procedeu de arc electric. Lucrările la uzină au fost finalizate în același an, având o capacitate anuală de 40 000 de tone.
Buna CB a fost numele cauciucului polibutadienic fabricat la combinat prin procedeul asemănător catalizatorilor Ziegler–Natta⁠(en)[traduceți]. Prin asocierea cu Bayer, BASF și Hoechst a produs cauciuc Buna polimerizat la rece și cis-1,4-polibutadien-etilen-propilen terpolimer. Buna EP a fost numele unei game de cauciucuri etilen-propilenice produse de uzina Bayer, preluată ulterior de Lanxess⁠(en)[traduceți] alături de Buna-Werke Hüls în 1994.